# 2019-es U20-as labdarúgó-világbajnokság
A 2019-es U20-as labdarúgó-világbajnokság a 22. ilyen jellegű torna volt, amelyet 24 válogatott részvételével május 23. és június 15. között rendeztek Lengyelországban.
A címvédő Anglia nem jutott ki a világbajnokságra, miután a 2018-as U19-es labdarúgó-Európa-bajnokságon Norvégia ellen 3–0-ra elvesztette a kvalifikációért játszott mérkőzést.
A tornát Ukrajna nyerte, miután a döntőben 3–1-re legyőzte Dél-Korea csapatát.

## Résztvevők
A házigazda Lengyelország mellett a következő 23 válogatott vett részt:
| Szövetség                                         | Selejtezőtorna                                  | Csapatok                |
| ------------------------------------------------- | ----------------------------------------------- | ----------------------- |
| AFC (Ázsia)                                       | 2018-as U19-es Ázsia-kupa                       | Katar                   |
| AFC (Ázsia)                                       | 2018-as U19-es Ázsia-kupa                       | Japán                   |
| AFC (Ázsia)                                       | 2018-as U19-es Ázsia-kupa                       | Dél-Korea               |
| AFC (Ázsia)                                       | 2018-as U19-es Ázsia-kupa                       | Szaúd-Arábia            |
| CAF (Afrika)                                      | 2019-es U20-as Afrika-kupa                      | Szenegál                |
| CAF (Afrika)                                      | 2019-es U20-as Afrika-kupa                      | Nigéria                 |
| CAF (Afrika)                                      | 2019-es U20-as Afrika-kupa                      | Dél-afrikai Köztársaság |
| CAF (Afrika)                                      | 2019-es U20-as Afrika-kupa                      | Mali                    |
| CONCACAF (Észak és Közép-amerikai, Karibi térség) | 2018-as U20-as CONCACAF-aranykupa               | Mexikó                  |
| CONCACAF (Észak és Közép-amerikai, Karibi térség) | 2018-as U20-as CONCACAF-aranykupa               | Panama                  |
| CONCACAF (Észak és Közép-amerikai, Karibi térség) | 2018-as U20-as CONCACAF-aranykupa               | Egyesült Államok        |
| CONCACAF (Észak és Közép-amerikai, Karibi térség) | 2018-as U20-as CONCACAF-aranykupa               | Honduras                |
| CONMEBOL (Dél-Amerika)                            | 2019-es U19-es dél-amerikai Labdarúgó-bajnokság | Argentína               |
| CONMEBOL (Dél-Amerika)                            | 2019-es U19-es dél-amerikai Labdarúgó-bajnokság | Uruguay                 |
| CONMEBOL (Dél-Amerika)                            | 2019-es U19-es dél-amerikai Labdarúgó-bajnokság | Ecuador                 |
| CONMEBOL (Dél-Amerika)                            | 2019-es U19-es dél-amerikai Labdarúgó-bajnokság | Kolumbia                |
| OFC (Óceánia)                                     | 2018-as U20-as óceániai-bajnokság               | Új-Zéland               |
| OFC (Óceánia)                                     | 2018-as U20-as óceániai-bajnokság               | Tahiti                  |
| UEFA (Európa)                                     | Rendező ország                                  | Lengyelország           |
| UEFA (Európa)                                     | 2018-as U19-es labdarúgó-Európa-bajnokság       | Olaszország             |
| UEFA (Európa)                                     | 2018-as U19-es labdarúgó-Európa-bajnokság       | Portugália              |
| UEFA (Európa)                                     | 2018-as U19-es labdarúgó-Európa-bajnokság       | Ukrajna                 |
| UEFA (Európa)                                     | 2018-as U19-es labdarúgó-Európa-bajnokság       | Franciaország           |
| UEFA (Európa)                                     | 2018-as U19-es labdarúgó-Európa-bajnokság       | Norvégia                |

## Helyszínek
| Bielsko-Biała                                    | Bydgoszcz                     | Gdynia                    |
| ------------------------------------------------ | ----------------------------- | ------------------------- |
| Stadion Miejski                                  | Zdzisław Krzyszkowiak Stadium | Stadion GOSiR             |
| Férőhely: 15,076                                 | Férőhely: 20,247              | Férőhely: 15,139          |
|                                                  |                               |                           |
| Bielsko-Biała Bydgoszcz Gdynia Łódź Lublin Tychy |                               |                           |
| Łódź                                             | Lublin                        | Tychy                     |
| Stadion Widzewa                                  | Arena Lublin                  | Stadion Miejski w Tychach |
| Férőhely: 18,008                                 | Férőhely: 15,500              | Férőhely: 15,600          |
|                                                  |                               |                           |

## Csoportkör
A csoportkörben minden csapat a másik három csapattal egy-egy mérkőzést játszott, így összesen 6 mérkőzésre került sor mind a hat csoportban. A csoportokból az első két helyezett, és a négy legjobb harmadik helyezett jutott tovább. Minden csoportban az utolsó két mérkőzést azonos időpontban játszották. A csoportkör után egyenes kieséses rendszerben folytatódott a vb.

### Sorrend meghatározása
1. több szerzett pont az összes mérkőzésen
2. jobb gólkülönbség az összes mérkőzésen
3. több lőtt gól az összes mérkőzésen
4. több szerzett pont az azonosan álló csapatok között lejátszott mérkőzéseken
5. jobb gólkülönbség az azonosan álló csapatok között lejátszott mérkőzéseken
6. több lőtt gól az azonosan álló csapatok között lejátszott mérkőzéseken
7. sorsolás

Az időpontok helyi idő szerint értendők.

### A csoport
| Hely. | Csapat            | M | Gy | D | V | G+ | G– | Gk  | P | Továbbjutás                                |
| ----- | ----------------- | - | -- | - | - | -- | -- | --- | - | ------------------------------------------ |
| 1.    | Szenegál          | 3 | 2  | 1 | 0 | 5  | 0  | +5  | 7 | Továbbjutott az egyenes kieséses szakaszba |
| 2.    | Kolumbia          | 3 | 2  | 0 | 1 | 8  | 2  | +6  | 6 | Továbbjutott az egyenes kieséses szakaszba |
| 3.    | Lengyelország (H) | 3 | 1  | 1 | 1 | 5  | 2  | +3  | 4 | Továbbjutott az egyenes kieséses szakaszba |
| 4.    | Tahiti            | 3 | 0  | 0 | 3 | 0  | 14 | −14 | 0 |                                            |

| 2019. május 23. 18:00 |

| Tahiti | 0–3               | Szenegál         |
| ------ | ----------------- | ---------------- |
|        | (0–2) Jegyzőkönyv | Sagna 1' 29' 50' |

| Arena Lublin, Lublin Nézőszám: 4 461 Játékvezető: Muhammad Taqi (szingapúri) |

| 2019. május 23. 18:00 |

| Lengyelország | 0–2               | Kolumbia                  |
| ------------- | ----------------- | ------------------------- |
|               | (0–1) Jegyzőkönyv | Angulo 23' Sandoval 90+3' |

| Lodz Stadium, Łódź Nézőszám: 17 463 Játékvezető: Mustapha Ghorbal (algériai) |

| 2019. május 26. 18:00 |

| Szenegál                                 | 2–0               | Kolumbia |
| ---------------------------------------- | ----------------- | -------- |
| Niane 34' (11-esből) Lopy 85' (11-esből) | (1–0) Jegyzőkönyv |          |

| Arena Lublin, Lublin Nézőszám: 10 450 Játékvezető: Michael Oliver (angol) |

| 2019. május 26. 20:30 |

| Lengyelország                                           | 5–0               | Tahiti |
| ------------------------------------------------------- | ----------------- | ------ |
| Bednarczyk 18' Zylla 37' Steczyk 39' 61' Benedyczak 74' | (3–0) Jegyzőkönyv |        |

| Lodz Stadium, Łódź Nézőszám: 15 894 Játékvezető: Ahmed Al-Kaf (ománi) |

| 2019. május 29. 20:30 |

| Szenegál | 0–0               | Lengyelország |
| -------- | ----------------- | ------------- |
|          | (0–0) Jegyzőkönyv |               |

| Lodz Stadium, Łódź Nézőszám: 15 829 Játékvezető: Raphael Claus (brazil) |

| 2019. május 29. 20:30 |

| Kolumbia                                            | 6–0               | Tahiti |
| --------------------------------------------------- | ----------------- | ------ |
| Sinisterra 8' 37' Hernández 38' 42' 70' Caicedo 87' | (4–0) Jegyzőkönyv |        |

| Arena Lublin, Lublin Nézőszám: 4 693 Játékvezető: Daniel Siebert (német) |

### B csoport
| Hely. | Csapat      | M | Gy | D | V | G+ | G– | Gk | P | Továbbjutás                                |
| ----- | ----------- | - | -- | - | - | -- | -- | -- | - | ------------------------------------------ |
| 1.    | Olaszország | 3 | 2  | 1 | 0 | 3  | 1  | +2 | 7 | Továbbjutott az egyenes kieséses szakaszba |
| 2.    | Japán       | 3 | 1  | 2 | 0 | 4  | 1  | +3 | 5 | Továbbjutott az egyenes kieséses szakaszba |
| 3.    | Ecuador     | 3 | 1  | 1 | 1 | 2  | 2  | 0  | 4 | Továbbjutott az egyenes kieséses szakaszba |
| 4.    | Mexikó      | 3 | 0  | 0 | 3 | 1  | 6  | −5 | 0 |                                            |

| 2019. május 23. 18:00 |

| Mexikó         | 1–2               | Olaszország             |
| -------------- | ----------------- | ----------------------- |
| De la Rosa 37' | (0–2) Jegyzőkönyv | Frattesi 3' Ranieri 67' |

| Gdynia Stadium, Gdynia Nézőszám: 7 893 Játékvezető: Raphael Claus (brazil) |

| 2019. május 23. 20:30 |

| Japán      | 1–1               | Ecuador    |
| ---------- | ----------------- | ---------- |
| Yamada 68' | (0–0) Jegyzőkönyv | Tagawa 45' |

| Bydgoszcz Stadium, Bydgoszcz Nézőszám: 3 018 Játékvezető: Slavko Vinčić (szlovén) |

| 2019. május 26. 15:30 |

| Mexikó | 0–3               | Japán                        |
| ------ | ----------------- | ---------------------------- |
|        | (0–1) Jegyzőkönyv | Miyashiro 21' 77' Tagawa 52' |

| Gdynia Stadium, Gdynia Nézőszám: 4 930 Játékvezető: Daniel Siebert (német) |

| 2019. május 26. 18:00 |

| Ecuador | 0–1               | Olaszország   |
| ------- | ----------------- | ------------- |
|         | (0–1) Jegyzőkönyv | Pinamonti 15' |

| Bydgoszcz Stadium, Bydgoszcz Nézőszám: 6 717 Játékvezető: Adham Makhadmeh (jordán) |

| 2019. május 29. 18:00 |

| Ecuador   | 1–0               | Mexikó |
| --------- | ----------------- | ------ |
| Plata 12' | (1–0) Jegyzőkönyv |        |

| Gdynia Stadium, Gdynia Nézőszám: 4 208 Játékvezető: Ivan Kružliak (szlovák) |

| 2019. május 29. 18:00 |

| Olaszország | 0–0               | Japán |
| ----------- | ----------------- | ----- |
|             | (0–0) Jegyzőkönyv |       |

| Bydgoszcz Stadium, Bydgoszcz Nézőszám: Mustapha Ghorbal Játékvezető: Mustapha Ghorbal (algériai) |

### C csoport
| Hely. | Csapat    | M | Gy | D | V | G+ | G– | Gk  | P | Továbbjutás                                |
| ----- | --------- | - | -- | - | - | -- | -- | --- | - | ------------------------------------------ |
| 1.    | Uruguay   | 3 | 3  | 0 | 0 | 7  | 1  | +6  | 9 | Továbbjutott az egyenes kieséses szakaszba |
| 2.    | Új-Zéland | 3 | 2  | 0 | 1 | 7  | 2  | +5  | 6 | Továbbjutott az egyenes kieséses szakaszba |
| 3.    | Norvégia  | 3 | 1  | 0 | 2 | 13 | 5  | +8  | 3 |                                            |
| 4.    | Honduras  | 3 | 0  | 0 | 3 | 0  | 19 | −19 | 0 |                                            |

| 2019. május 24. 18:00 |

| Honduras | 0–5               | Új-Zéland                                     |
| -------- | ----------------- | --------------------------------------------- |
|          | (0–3) Jegyzőkönyv | Diego 8' Waine 17' 27' Singh 51' Conroy 90+2' |

| Lublin Stadium, Lublin Nézőszám: 4 484 Játékvezető: Alexis Herrera (venezuelai) |

| 2019. május 24. 20:30 |

| Uruguay                                | 3–1               | Norvégia         |
| -------------------------------------- | ----------------- | ---------------- |
| Núñez 22' Ginella 29' B. Rodríguez 87' | (2–0) Jegyzőkönyv | Borchgrevink 47' |

| Lodz Stadium, Łódź Nézőszám: 4 626 Játékvezető: Ismail Elfath (amerikai) |

| 2019. május 27. 18:00 |

| Honduras | 0–2               | Uruguay                         |
| -------- | ----------------- | ------------------------------- |
|          | (0–1) Jegyzőkönyv | Acevedo 41' Schiappacasse 90+1' |

| Lublin Stadium, Lublin Nézőszám: 6 173 Játékvezető: Jesús Gil Manzano (spanyol) |

| 2019. május 27. 20:30 |

| Norvégia | 0–2               | Új-Zéland                  |
| -------- | ----------------- | -------------------------- |
|          | (0–0) Jegyzőkönyv | Stensness 71' Kitolano 83' |

| Lodz Stadium, Łódź Nézőszám: 2 165 Játékvezető: Jean-Jacques Ndala Ngambo (kongói DK) |

| 2019. május 30. 18:00 |

| Norvégia                                                                                  | 12–0              | Honduras |
| ----------------------------------------------------------------------------------------- | ----------------- | -------- |
| Haaland 7' 20' 36' (11-esből) 43' 50' 67' 77' 88' 90' Østigård 30' Hauge 46' Markovic 82' | (5–0) Jegyzőkönyv |          |

| Lublin Stadium, Lublin Nézőszám: 5 646 Játékvezető: Muhammad Taqi (szingapúri) |

| 2019. május 30. 18:00 |

| Új-Zéland | 0–2               | Uruguay                      |
| --------- | ----------------- | ---------------------------- |
|           | (0–1) Jegyzőkönyv | Núñez 40' B. Rodríguez 90+5' |

| Lodz Stadium, Łódź Nézőszám: 4 385 Játékvezető: Adham Makhadmeh (jordán) |

### D csoport
| Hely. | Csapat           | M | Gy | D | V | G+ | G– | Gk | P | Továbbjutás                                |
| ----- | ---------------- | - | -- | - | - | -- | -- | -- | - | ------------------------------------------ |
| 1.    | Ukrajna          | 3 | 2  | 1 | 0 | 4  | 2  | +2 | 7 | Továbbjutott az egyenes kieséses szakaszba |
| 2.    | Egyesült Államok | 3 | 2  | 0 | 1 | 4  | 2  | +2 | 6 | Továbbjutott az egyenes kieséses szakaszba |
| 3.    | Nigéria          | 3 | 1  | 1 | 1 | 5  | 3  | +2 | 4 | Továbbjutott az egyenes kieséses szakaszba |
| 4.    | Katar            | 3 | 0  | 0 | 3 | 0  | 6  | −6 | 0 |                                            |

| 2019. május 24. 18:00 |

| Katar | 0–4               | Nigéria                                              |
| ----- | ----------------- | ---------------------------------------------------- |
|       | (0–2) Jegyzőkönyv | Effiom 12' Offia 24' Dele-Bashiru 68' Salawudeen 74' |

| Tychy Stadium, Tychy Nézőszám: 3 010 Játékvezető: Fernando Guerrero (mexikói) |

| 2019. május 24. 20:30 |

| Ukrajna              | 2–1               | Egyesült Államok |
| -------------------- | ----------------- | ---------------- |
| Buleca 26' Popov 51' | (1–1) Jegyzőkönyv | Servania 32'     |

| Bielsko-Biala Stadium, Bielsko-Biała Nézőszám: 4 310 Játékvezető: Maguette N’Diaye (szenegáli) |

| 2019. május 27. 18:00 |

| Katar | 0–1               | Ukrajna   |
| ----- | ----------------- | --------- |
|       | (0–0) Jegyzőkönyv | Popov 59' |

| Tychy Stadium, Tychy Nézőszám: 3 513 Játékvezető: Héctor Martínez (hondurasi) |

| 2019. május 27. 20:30 |

| Egyesült Államok | 2–0               | Nigéria |
| ---------------- | ----------------- | ------- |
| Soto 18' 46'     | (1–0) Jegyzőkönyv |         |

| Bielsko-Biala Stadium, Bielsko-Biała Nézőszám: 3 427 Játékvezető: Benoît Bastien (francia) |

| 2019. május 30. 20:30 |

| Egyesült Államok | 1–0               | Katar |
| ---------------- | ----------------- | ----- |
| Weah 76'         | (0–0) Jegyzőkönyv |       |

| Tychy Stadium, Tychy Nézőszám: 3 651 Játékvezető: Benoît Bastien (thaiti) |

| 2019. május 30. 20:30 |

| Nigéria               | 1–1               | Ukrajna    |
| --------------------- | ----------------- | ---------- |
| Tijani 51' (11-esből) | (0–1) Jegyzőkönyv | Szikan 30' |

| Bielsko-Biala Stadium, Bielsko-Biała Nézőszám: 3 143 Játékvezető: Fernando Rapallini (argentin) |

### E csoport
| Hely. | Csapat        | M | Gy | D | V | G+ | G– | Gk | P | Továbbjutás                             |
| ----- | ------------- | - | -- | - | - | -- | -- | -- | - | --------------------------------------- |
| 1.    | Franciaország | 3 | 3  | 0 | 0 | 7  | 2  | +5 | 9 | Továbbjut az egyenes kieséses szakaszba |
| 2.    | Mali          | 3 | 1  | 1 | 1 | 7  | 7  | 0  | 4 | Továbbjut az egyenes kieséses szakaszba |
| 3.    | Panama        | 3 | 1  | 1 | 1 | 3  | 4  | −1 | 4 | Továbbjut az egyenes kieséses szakaszba |
| 4.    | Szaúd-Arábia  | 3 | 0  | 0 | 3 | 4  | 8  | −4 | 0 |                                         |

| 2019. május 25. 18:00 |

| Panama                 | 1–1               | Mali      |
| ---------------------- | ----------------- | --------- |
| Valanta 87' (11-esből) | (0–1) Jegyzőkönyv | Konté 39' |

| Bydgoszcz Stadium, Bydgoszcz Nézőszám: 2 876 Játékvezető: Davide Massa (olasz) |

| 2019. május 25. 18:00 |

| Franciaország         | 2–0               | Szaúd-Arábia |
| --------------------- | ----------------- | ------------ |
| Fofana 43' Gouiri 75' | (1–0) Jegyzőkönyv |              |

| Gdynia Stadium, Gdynia Nézőszám: 6 100 Játékvezető: Fernando Rapallini (argentin) |

| 2019. május 28. 18:00 |

| Panama | 0–2               | Franciaország            |
| ------ | ----------------- | ------------------------ |
|        | (0–1) Jegyzőkönyv | Zagadou 44' Cuisance 52' |

| Bydgoszcz Stadium, Bydgoszcz Nézőszám: 5 656 Játékvezető: Leodán González (uruguayi) |

| 2019. május 28. 20:30 |

| Szaúd-Arábia                                             | 3–4               | Mali                                           |
| -------------------------------------------------------- | ----------------- | ---------------------------------------------- |
| Al-Buraikan 9' Al-Tambakti 20' (11-esből) Al-Ghannam 63' | (2–1) Jegyzőkönyv | S. Koïta 36' Koné 54' B. Traoré 70' Camara 90' |

| Gdynia Stadium, Gdynia Nézőszám: 1707 Játékvezető: Slavko Vinčić (szlovén) |

| 2019. május 31. 18:00 |

| Szaúd-Arábia    | 1–2               | Panama                  |
| --------------- | ----------------- | ----------------------- |
| Al-Buraikan 53' | (0–1) Jegyzőkönyv | McKenzie 7' Valanta 78' |

| Bydgoszcz Stadium, Bydgoszcz Nézőszám: 3 305 Játékvezető: Jean-Jacques Ndala Ngambo (kongói DK) |

| 2019. május 31. 18:00 |

| Mali                       | 2–3               | Franciaország                                |
| -------------------------- | ----------------- | -------------------------------------------- |
| S. Koïta 14' Diakite 90+5' | (1–1) Jegyzőkönyv | Cuisance 12' Diaby 65' (11-esből) Gouiri 87' |

| Gdynia Stadium, Gdynia Nézőszám: 5 445 Játékvezető: Héctor Martínez (hondurasi) |

### F csoport
| Hely. | Csapat                  | M | Gy | D | V | G+ | G– | Gk | P | Továbbjutás                             |
| ----- | ----------------------- | - | -- | - | - | -- | -- | -- | - | --------------------------------------- |
| 1.    | Argentína               | 3 | 2  | 0 | 1 | 8  | 4  | +4 | 6 | Továbbjut az egyenes kieséses szakaszba |
| 2.    | Dél-Korea               | 3 | 2  | 0 | 1 | 3  | 2  | +1 | 6 | Továbbjut az egyenes kieséses szakaszba |
| 3.    | Portugália              | 3 | 1  | 1 | 1 | 2  | 3  | −1 | 4 |                                         |
| 4.    | Dél-afrikai Köztársaság | 3 | 0  | 1 | 2 | 3  | 7  | −4 | 1 |                                         |

| 2019. május 25. 15:30 |

| Portugália | 1–0               | Dél-Korea |
| ---------- | ----------------- | --------- |
| Trincão 7' | (1–0) Jegyzőkönyv |           |

| Bielsko-Biala Stadium, Bielsko-Biała Nézőszám: 6 344 Játékvezető: Abdelkader Zitouni (tahiti) |

| 2019. május 25. 20:30 |

| Argentína                                                | 5–2               | Dél-afrikai Köztársaság            |
| -------------------------------------------------------- | ----------------- | ---------------------------------- |
| Vera 4' Barco 63' (11-esből) 71' Álvarez 78' Gaich 90+2' | (1–1) Jegyzőkönyv | Phillips 23' Foster 85' (11-esből) |

| Tychy Stadium, Tychy Nézőszám: 8 351 Játékvezető: Ivan Kružliak (szlovák) |

| 2019. május 28. 18:00 |

| Portugália | 0–2               | Argentína           |
| ---------- | ----------------- | ------------------- |
|            | (0–1) Jegyzőkönyv | Gaich 33' Pérez 84' |

| Bielsko-Biala Stadium, Bielsko-Biała Nézőszám: 11 874 Játékvezető: Ismail Elfath (amerikai) |

| 2019. május 28. 20:30 |

| Dél-afrikai Köztársaság | 0–1               | Dél-Korea        |
| ----------------------- | ----------------- | ---------------- |
|                         | (0–0) Jegyzőkönyv | Kim Hyun-woo 69' |

| Tychy Stadium, Tychy Nézőszám: 2 698 Játékvezető: Fernando Guerrero (mexikói) |

| 2019. május 31. 20:30 |

| Dél-afrikai Köztársaság | 1–1               | Portugália      |
| ----------------------- | ----------------- | --------------- |
| Monyane 53' (11-esből)  | (0–1) Jegyzőkönyv | Rafael Leão 19' |

| Bielsko-Biala Stadium, Bielsko-Biała Nézőszám: 7 429 Játékvezető: Alexis Herrera (venezuelai) |

| 2019. május 31. 20:30 |

| Dél-Korea                        | 2–1               | Argentína    |
| -------------------------------- | ----------------- | ------------ |
| Oh Se-hun 42' Cho Young-wook 57' | (1–0) Jegyzőkönyv | Ferreira 88' |

| Tychy Stadium, Tychy Nézőszám: 10 129 Játékvezető: Benoît Bastien (francia) |

### Harmadik helyezett csapatok sorrendje
Sorrend meghatározása
A FIFA versenyszabályzata alapján, a harmadik helyezettek sorrendjét az alábbiak alapján kell meghatározni:
1. az összes mérkőzésen szerzett több pont
2. az összes mérkőzésen elért jobb gólkülönbség
3. az összes mérkőzésen szerzett több gól
4. fair play pontszám
5. sorsolás

| Hely. | Cs | Csapat        | M | Gy | D | V | G+ | G– | Gk | P | Továbbjutás                             |
| ----- | -- | ------------- | - | -- | - | - | -- | -- | -- | - | --------------------------------------- |
| 1.    | A  | Lengyelország | 3 | 1  | 1 | 1 | 5  | 2  | +3 | 4 | Továbbjut az egyenes kieséses szakaszba |
| 2.    | D  | Nigéria       | 3 | 1  | 1 | 1 | 5  | 3  | +2 | 4 | Továbbjut az egyenes kieséses szakaszba |
| 3.    | B  | Ecuador       | 3 | 1  | 1 | 1 | 2  | 2  | 0  | 4 | Továbbjut az egyenes kieséses szakaszba |
| 4.    | E  | Panama        | 3 | 1  | 1 | 1 | 3  | 4  | −1 | 4 | Továbbjut az egyenes kieséses szakaszba |
| 5.    | F  | Portugália    | 3 | 1  | 1 | 1 | 2  | 3  | −1 | 4 |                                         |
| 6.    | C  | Norvégia      | 3 | 1  | 0 | 2 | 13 | 5  | +8 | 3 |                                         |

## Egyenes kieséses szakasz

### Formátum
A harmadik helyezettekkel történő párosítás attól függött, hogy mely csoportok harmadik helyezettjei jutottak tovább. A következő táblázat a lehetséges párosításokat mutatja:
| Továbbjutott harmadik helyezettek | Továbbjutott harmadik helyezettek | Továbbjutott harmadik helyezettek | Továbbjutott harmadik helyezettek | Továbbjutott harmadik helyezettek | Továbbjutott harmadik helyezettek | A1 vs | B1 vs | C1 vs | D1 vs |
| --------------------------------- | --------------------------------- | --------------------------------- | --------------------------------- | --------------------------------- | --------------------------------- | ----- | ----- | ----- | ----- |
| A                                 | B                                 | C                                 | D                                 |                                   |                                   | C3    | D3    | A3    | B3    |
| A                                 | B                                 | C                                 |                                   | E                                 |                                   | C3    | A3    | B3    | E3    |
| A                                 | B                                 | C                                 |                                   |                                   | F                                 | C3    | A3    | B3    | F3    |
| A                                 | B                                 |                                   | D                                 | E                                 |                                   | D3    | A3    | B3    | E3    |
| A                                 | B                                 |                                   | D                                 |                                   | F                                 | D3    | A3    | B3    | F3    |
| A                                 | B                                 |                                   |                                   | E                                 | F                                 | E3    | A3    | B3    | F3    |
| A                                 |                                   | C                                 | D                                 | E                                 |                                   | C3    | D3    | A3    | E3    |
| A                                 |                                   | C                                 | D                                 |                                   | F                                 | C3    | D3    | A3    | F3    |
| A                                 |                                   | C                                 |                                   | E                                 | F                                 | C3    | A3    | F3    | E3    |
| A                                 |                                   |                                   | D                                 | E                                 | F                                 | D3    | A3    | F3    | E3    |
|                                   | B                                 | C                                 | D                                 | E                                 |                                   | C3    | D3    | B3    | E3    |
|                                   | B                                 | C                                 | D                                 |                                   | F                                 | C3    | D3    | B3    | F3    |
|                                   | B                                 | C                                 |                                   | E                                 | F                                 | E3    | C3    | B3    | F3    |
|                                   | B                                 |                                   | D                                 | E                                 | F                                 | E3    | D3    | B3    | F3    |
|                                   |                                   | C                                 | D                                 | E                                 | F                                 | C3    | D3    | F3    | E3    |

### Ágrajz
|  |               |                  |               |             |           |                  |                  |               |               |               |            |            |            |  |  |       |       |       |
|  | Nyolcaddöntők | Nyolcaddöntők    | Nyolcaddöntők |             |           | Negyeddöntők     | Negyeddöntők     | Negyeddöntők  |               |               | Elődöntők  | Elődöntők  | Elődöntők  |  |  | Döntő | Döntő | Döntő |
|  | Nyolcaddöntők | Nyolcaddöntők    | Nyolcaddöntők |             |           | Negyeddöntők     | Negyeddöntők     | Negyeddöntők  |               |               | Elődöntők  | Elődöntők  | Elődöntők  |  |  | Döntő | Döntő | Döntő |
|  | június 2.     |                  |               |             |           |                  |                  |               |               |               |            |            |            |  |  |       |       |       |
|  |               |                  |               |             |           |                  |                  |               |               |               |            |            |            |  |  |       |       |       |
|  | A2            | Kolumbia         | 1 (5)         |             |           |                  |                  |               |               |               |            |            |            |  |  |       |       |       |
|  | A2            | Kolumbia         | 1 (5)         | június 7.   |           |                  |                  |               |               |               |            |            |            |  |  |       |       |       |
|  | C2            | Új-Zéland        | 1 (4)         |             |           |                  |                  |               |               |               |            |            |            |  |  |       |       |       |
|  | C2            | Új-Zéland        | 1 (4)         |             |           | Kolumbia         | Kolumbia         | 0             |               |               |            |            |            |  |  |       |       |       |
|  | június 3.     |                  |               |             |           | Kolumbia         | Kolumbia         | 0             |               |               |            |            |            |  |  |       |       |       |
|  |               |                  | Ukrajna       | Ukrajna     | 1         |                  |                  |               |               |               |            |            |            |  |  |       |       |       |
|  | D1            | Ukrajna          | Ukrajna       | Ukrajna     | 1         | 4                |                  |               |               |               |            |            |            |  |  |       |       |       |
|  | D1            | Ukrajna          |               |             |           | 4                | június 11.       |               |               |               |            |            |            |  |  |       |       |       |
|  | BEF3          | Panama           | 1             |             |           |                  |                  |               |               |               |            |            |            |  |  |       |       |       |
|  | BEF3          | Panama           | 1             |             |           | Ukrajna          | Ukrajna          | 1             |               |               |            |            |            |  |  |       |       |       |
|  | június 2.     |                  |               |             |           | Ukrajna          | Ukrajna          | 1             |               |               |            |            |            |  |  |       |       |       |
|  |               |                  | Olaszország   | Olaszország | 0         |                  |                  |               |               |               |            |            |            |  |  |       |       |       |
|  | B1            | Olaszország      | Olaszország   | Olaszország | 0         | 1                |                  |               |               |               |            |            |            |  |  |       |       |       |
|  | B1            | Olaszország      | június 7.     |             |           | 1                |                  |               |               |               |            |            |            |  |  |       |       |       |
|  | ACD3          | Lengyelország    | 0             |             |           |                  |                  |               |               |               |            |            |            |  |  |       |       |       |
|  | ACD3          | Lengyelország    | 0             |             |           | Olaszország      | Olaszország      | 4             |               |               |            |            |            |  |  |       |       |       |
|  | június 4.     |                  |               |             |           | Olaszország      | Olaszország      | 4             |               |               |            |            |            |  |  |       |       |       |
|  |               |                  | Mali          | Mali        | 2         |                  |                  |               |               |               |            |            |            |  |  |       |       |       |
|  | F1            | Argentína        | Mali          | Mali        | 2         | 2 (4)            |                  |               |               |               |            |            |            |  |  |       |       |       |
|  | F1            | Argentína        |               |             |           | 2 (4)            | június 15.       |               |               |               |            |            |            |  |  |       |       |       |
|  | E2            | Mali             | 2 (5)         |             |           |                  |                  |               |               |               |            |            |            |  |  |       |       |       |
|  | E2            | Mali             | 2 (5)         |             |           | Ukrajna          | Ukrajna          | 3             |               |               |            |            |            |  |  |       |       |       |
|  | június 4.     |                  |               |             |           | Ukrajna          | Ukrajna          | 3             |               |               |            |            |            |  |  |       |       |       |
|  |               |                  | Dél-Korea     | Dél-Korea   | 1         |                  |                  |               |               |               |            |            |            |  |  |       |       |       |
|  | E1            | Franciaország    | Dél-Korea     | Dél-Korea   | 1         | 2                |                  |               |               |               |            |            |            |  |  |       |       |       |
|  | E1            | Franciaország    | június 8.     |             |           | 2                |                  |               |               |               |            |            |            |  |  |       |       |       |
|  | D2            | Egyesült Államok | 3             |             |           |                  |                  |               |               |               |            |            |            |  |  |       |       |       |
|  | D2            | Egyesült Államok | 3             |             |           | Egyesült Államok | Egyesült Államok | 1             |               |               |            |            |            |  |  |       |       |       |
|  | június 3.     |                  |               |             |           | Egyesült Államok | Egyesült Államok | 1             |               |               |            |            |            |  |  |       |       |       |
|  |               |                  | Ecuador       | Ecuador     | 2         |                  |                  |               |               |               |            |            |            |  |  |       |       |       |
|  | C1            | Uruguay          | Ecuador       | Ecuador     | 2         | 1                |                  |               |               |               |            |            |            |  |  |       |       |       |
|  | C1            | Uruguay          |               |             |           | 1                | június 11.       |               |               |               |            |            |            |  |  |       |       |       |
|  | ABF3          | Ecuador          | 3             |             |           |                  |                  |               |               |               |            |            |            |  |  |       |       |       |
|  | ABF3          | Ecuador          | 3             |             |           | Ecuador          | Ecuador          | 0             |               |               |            |            |            |  |  |       |       |       |
|  | június 4.     |                  |               |             |           | Ecuador          | Ecuador          | 0             |               |               |            |            |            |  |  |       |       |       |
|  |               |                  | Dél-Korea     | Dél-Korea   | 1         |                  |                  | Bronzmérkőzés | Bronzmérkőzés | Bronzmérkőzés |            |            |            |  |  |       |       |       |
|  | B2            | Japán            | Dél-Korea     | Dél-Korea   | 1         | 0                |                  |               |               | Bronzmérkőzés |            |            |            |  |  |       |       |       |
|  | B2            | Japán            |               |             | június 8. | június 8.        | június 8.        |               |               |               | június 14. | június 14. | június 14. |  |  |       |       |       |
|  | F2            | Dél-Korea        | 1             |             | június 8. | június 8.        | június 8.        |               |               |               | június 14. | június 14. | június 14. |  |  |       |       |       |
|  | F2            | Dél-Korea        | 1             |             |           | Dél-Korea        | Dél-Korea        | 3 (3)         | Olaszország   | Olaszország   | 0          |            |            |  |  |       |       |       |
|  | június 3.     |                  |               |             |           | Dél-Korea        | Dél-Korea        | 3 (3)         | Olaszország   | Olaszország   | 0          |            |            |  |  |       |       |       |
|  |               |                  | Szenegál      | Szenegál    | 3 (2)     |                  |                  | Ecuador       | Ecuador       | 1             |            |            |            |  |  |       |       |       |
|  | A1            | Szenegál         | Szenegál      | Szenegál    | 3 (2)     | 2                |                  | Ecuador       | Ecuador       | 1             |            |            |            |  |  |       |       |       |
|  | A1            | Szenegál         |               |             |           |                  |                  |               |               |               |            |            |            |  |  |       |       |       |
|  | CDE3          | Nigéria          | 1             |             |           |                  |                  |               |               |               |            |            |            |  |  |       |       |       |
|  | CDE3          | Nigéria          | 1             |             |           |                  |                  |               |               |               |            |            |            |  |  |       |       |       |

### Nyolcaddöntők
| 2019. június 2. 17:30 |

| Olaszország              | 1–0               | Lengyelország |
| ------------------------ | ----------------- | ------------- |
| Pinamonti 38' (11-esből) | (1–0) Jegyzőkönyv |               |

| Gdynia Stadium, Gdynia Nézőszám: 10 232 Játékvezető: Jesús Gil Manzano (spanyol) |

| 2019. június 2. 20:30 |

| Kolumbia                                            | 1–1 (h. u.)                 | Új-Zéland                                        |
| --------------------------------------------------- | --------------------------- | ------------------------------------------------ |
| Reyes 11'                                           | (1–1, 1–1, 1–1) Jegyzőkönyv | Just 35'                                         |
| Büntetőpárbaj                                       |                             |                                                  |
| Vera Carbonero Perea Sandoval Angulo Balanta Cuesta | 5–4                         | Singh Bell Mata Stensness McCowatt Cacace Conroy |

| Lodz Stadium, Łódź Nézőszám: 9 283 Játékvezető: Ahmed Al-Kaf (ománi) |

| 2019. június 3. 17:30 |

| Uruguay    | 1–3               | Ecuador                                                   |
| ---------- | ----------------- | --------------------------------------------------------- |
| Araújo 11' | (1–1) Jegyzőkönyv | Alvarado 31' (11-esből) Quintero 75' Plata 83' (11-esből) |

| Lublin Stadium, Lublin Nézőszám: 10 562 Játékvezető: Michael Oliver (angol) |

| 2019. június 3. 17:30 |

| Ukrajna                               | 4–1               | Panama     |
| ------------------------------------- | ----------------- | ---------- |
| Szikan 23' 45+1' Popov 41' Buleca 83' | (3–0) Jegyzőkönyv | Walker 50' |

| Tychy Stadium, Tychy Nézőszám: 7 219 Játékvezető: Leodán González (uruguayi) |

| 2019. június 3. 20:30 |

| Szenegál              | 2–1               | Nigéria        |
| --------------------- | ----------------- | -------------- |
| Sagna 36' Niane 45+3' | (2–0) Jegyzőkönyv | Makanjuola 50' |

| Lodz Stadium, Łódź Nézőszám: 6 854 Játékvezető: Davide Massa (olasz) |

| 2019. június 4. 17:30 |

| Japán | 0–1               | Dél-Korea     |
| ----- | ----------------- | ------------- |
|       | (0–0) Jegyzőkönyv | Oh Se-hun 84' |

| Lublin Stadium, Lublin Nézőszám: 10 021 Játékvezető: Maguette N’Diaye (szenegáli) |

| 2019. június 4. 17:30 |

| Franciaország         | 2–3               | Egyesült Államok          |
| --------------------- | ----------------- | ------------------------- |
| Gouiri 41' Alioui 55' | (1–1) Jegyzőkönyv | Soto 25' 74' Rennicks 83' |

| Bydgoszcz Stadium, Bydgoszcz Nézőszám: 8 469 Játékvezető: Raphael Claus (brazil) |

| 2019. június 4. 20:30 |

| Argentína                       | 2–2 (h. u.)                 | Mali                                   |
| ------------------------------- | --------------------------- | -------------------------------------- |
| Gaich 49' Diaby 91'             | (0–0, 1–1, 2–1) Jegyzőkönyv | Diaby 67' Konté 120+1'                 |
| Büntetőpárbaj                   |                             |                                        |
| Pérez Chancalay Gaich Sosa Vera | 4–5                         | Dramé B. Traoré S. Koïta Diaby Sissoko |

| Bielsko-Biala Stadium, Bielsko-Biała Nézőszám: 9 146 Játékvezető: Fernando Guerrero (mexikói) |

### Negyeddöntők
| 2019. június 7. 15:30 |

| Kolumbia | 0–1               | Ukrajna    |
| -------- | ----------------- | ---------- |
|          | (0–1) Jegyzőkönyv | Szikan 11' |

| Lodz Stadium, Łódź Nézőszám: 8 443 Játékvezető: Mustapha Ghorbal (algériai) |

| 2019. június 7. 18:30 |

| Olaszország                                        | 4–2               | Mali                    |
| -------------------------------------------------- | ----------------- | ----------------------- |
| Koné 12' Pinamonti 60' 83' (11-esből) Frattesi 84' | (1–1) Jegyzőkönyv | S. Koïta 38' Camara 79' |

| Tychy Stadium, Tychy Nézőszám: 11 567 Játékvezető: Ismail Elfath (amerikai) |

| 2019. június 8. 17:30 |

| Egyesült Államok | 1–2               | Ecuador                    |
| ---------------- | ----------------- | -------------------------- |
| Weah 36'         | (1–2) Jegyzőkönyv | Cifuentes 30' Espinoza 43' |

| Gdynia Stadium, Gdynia Nézőszám: 6 389 Játékvezető: Benoît Bastien (francia) |

| 2019. június 8. 20:30 |

| Dél-Korea                                                   | 3–3 (h. u.)                 | Szenegál                                    |
| ----------------------------------------------------------- | --------------------------- | ------------------------------------------- |
| I Gangin 62' (11-esből) Lee Ji-sol 90+8' Cho Young-wook 96' | (0–1, 2–2, 3–3) Jegyzőkönyv | Diagné 37' Niane 76' (11-esből) Ciss 120+1' |
| Büntetőpárbaj                                               |                             |                                             |
| Kim Jung-min Cho Young-wook Um Won-sang Choi Jun Oh Se-hun  | 3–2                         | Danfa Mbow Ciss Dia N'Diaye Diagné          |

| Bielsko-Biala Stadium, Bielsko-Biała Nézőszám: 10 627 Játékvezető: Leodán González (uruguayi) |

### Elődöntők
| 2019. június 11. 17:30 |

| Ukrajna    | 1–0               | Olaszország |
| ---------- | ----------------- | ----------- |
| Buleca 65' | (0–0) Jegyzőkönyv |             |

| Gdynia Stadium, Gdynia Nézőszám: 7 776 Játékvezető: Raphael Claus (brazil) |

| 2019. június 11. 20:30 |

| Ecuador | 0–1               | Dél-Korea    |
| ------- | ----------------- | ------------ |
|         | (0–1) Jegyzőkönyv | Choi Jun 39' |

| Lublin Stadium, Lublin Nézőszám: 12 614 Játékvezető: Michael Oliver (angol) |

### Bronzmérkőzés
| 2019. június 14. 20:30 |

| Olaszország | 0–1 (h. u.)                 | Ecuador   |
| ----------- | --------------------------- | --------- |
|             | (0–0, 0–0, 0–0) Jegyzőkönyv | Mina 104' |

| Gdynia Stadium, Gdynia Nézőszám: 8 937 Játékvezető: Jesús Gil Manzano (spanyol) |

### Döntő
| 2019. június 15. 18:00 |

| Ukrajna                           | 3–1               | Dél-Korea              |
| --------------------------------- | ----------------- | ---------------------- |
| Szuprjaha 34' 54' Citajisvili 89' | (1–1) Jegyzőkönyv | I Gangin 5' (11-esből) |

| Lodz Stadium, Łódź Nézőszám: 16 344 Játékvezető: Ismail Elfath (amerikai) |

| A 2019-es U20-as labdarúgó-világbajnokság győztese |
| -------------------------------------------------- |
| · Ukrajna · 1. cím                                 |

## Gólszerzők
9 gól
- Erling Haaland

4 gól
| - Andrea Pinamonti - Amadou Sagna | - Danilo Szikan - Sebastian Soto |  |

3 gól
| - Adolfo Gaich - Cucho Hernández - Amine Gouiri | - Sékou Koïta - Ibrahima Niane - Szerhij Buleca | - Denisz Popov |

2 gól
| - Ezequiel Barco - Luis Sinisterra - Gonzalo Plata - Mickaël Cuisance - Davide Frattesi - Taisei Miyashiro - Mohamed Camara | - Boubacar Konté - Ben Waine - Diego Valanta - Dominik Steczyk - Firas Al-Buraikan - Cho Young-wook - I Gangin | - Oh Se-hun - Vladiszlav Szuprjaha - Timothy Weah - Darwin Núñez - Brian Rodríguez |

1 gól
| - Julián Álvarez - Cristian Ferreira - Nehuén Pérez - Fausto Vera - Iván Angulo - Deiber Caicedo - Andrés Reyes - Luis Sandoval - Alexander Alvarado - José Cifuentes - Jhon Espinoza - Richard Mina - Sergio Quintero - Nabil Alioui - Moussa Diaby - Youssouf Fofana - Dan-Axel Zagadou - Luca Ranieri - Kyosuke Tagawa - Kota Yamada - Abdoulaye Diaby - Ousmane Diakite | - Ibrahima Koné - Boubacar Traoré - Roberto de la Rosa - Matt Conroy - Elijah Just - Sarpreet Singh - Gianni Stensness - Tom Dele-Bashiru - Maxwell Effiom - Success Makanjuola - Okechukwu Offia - Aliu Salawudeen - Muhamed Tijani - Christian Borchgrevink - Jens Hauge - Eman Markovic - Leo Østigård - Axel McKenzie - Ernesto Walker - Jakub Bednarczyk - Adrian Benedyczak - Marcel Zylla | - Rafael Leão - Trincão - Khalid Al-Ghannam - Hassan Al-Tambakti - Amadou Ciss - Cavin Diagné - Dion Lopy - Lyle Foster - James Monyane - Keenan Phillips - Choi Jun - Kim Hyun-woo - Lee Ji-sol - Heorhij Citajisvili - Justin Rennicks - Brandon Servania - Nicolás Acevedo - Ronald Araújo - Francisco Ginella - Nicolás Schiappacasse |

1 öngól
| - Darwin Diego (Új-Zéland ellen) - Kyosuke Tagawa (Ecuador ellen) | - Abdoulaye Diaby (Argentína ellen) - Ibrahima Koné(Olaszország ellen) | - John Kitolano (Új-Zéland ellen) |

## Díjak
A tornát követően díjazták a legjobb teljesítményt nyújtó játékosokat. They were all sponsored by Adidas, except for the FIFA Fair Play Award.
| Aranylabda                      | Ezüstlabda                      | Bronzlabda                      |
| ------------------------------- | ------------------------------- | ------------------------------- |
| I Gangin                        | Szerhij Buleca                  | Gonzalo Plata                   |
| Aranycipő                       | Ezüstcipő                       | Bronzcipó                       |
| Erling Haaland                  | Danilo Szikan                   | Amadou Sagna                    |
| 9 gól, 0 gólpassz 270 játékperc | 4 gól, 0 gólpassz 280 játékperc | 4 gól, 0 gólpassz 334 játékperc |
| A legjobb kapus                 |                                 |                                 |
| Andrij Lunyin                   |                                 |                                 |
| FIFA Fair Play-díj              |                                 |                                 |
| Japán                           |                                 |                                 |